# Imposta comunale sul reddito (ordinamento finlandese)

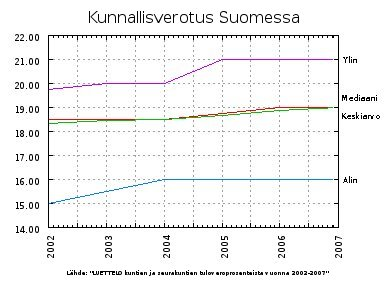
Imposta comunale sul reddito in Finlandia negli anni 2002-2007 (legenda: ylin = valore massimo, mediaani = mediano, keskiarvo = medio, alin = minimo.

L'imposta comunale sul reddito in Finlandia è un'imposta applicata a una persona fisica che recepisce un reddito. Tale persona paga l'imposta al comune in cui ha risieduto l'ultimo giorno dell'anno precedente. I comuni ratificano il valore percentuale dell'imposta annualmente al termine dell'anno solare.
A differenza dell'imposta statale, quella comunale non è progressiva, ma a causa delle diverse detrazioni fiscali i redditi inferiori hanno un'imposta reale percentualmente più bassa rispetto a quelli maggiori.
L'imposta comunale sul reddito media è stata in Finlandia del 18,5% nell'anno 2006, e ha subito un discreto aumento negli ultimi anni.